# Fildas
Fildas este un grup de companii din România, înființat în 1991 de Anca Vlad.
Din cadrul grupului fac parte distribuitorul de medicamente Fildas Trading, rețeaua de farmacii Catena și magazinele de cosmetice Naturalis.
Număr de angajați:
- 2008: 1.850[2]
- 2006: 1.350[1]

Cifra de afaceri:
- 2013: 290 milioane euro [3]
- 2007: 200 milioane euro [2]
- 2005: 145 milioane euro [1]
- 2001: 25 milioane euro[4]